# Perkins Park

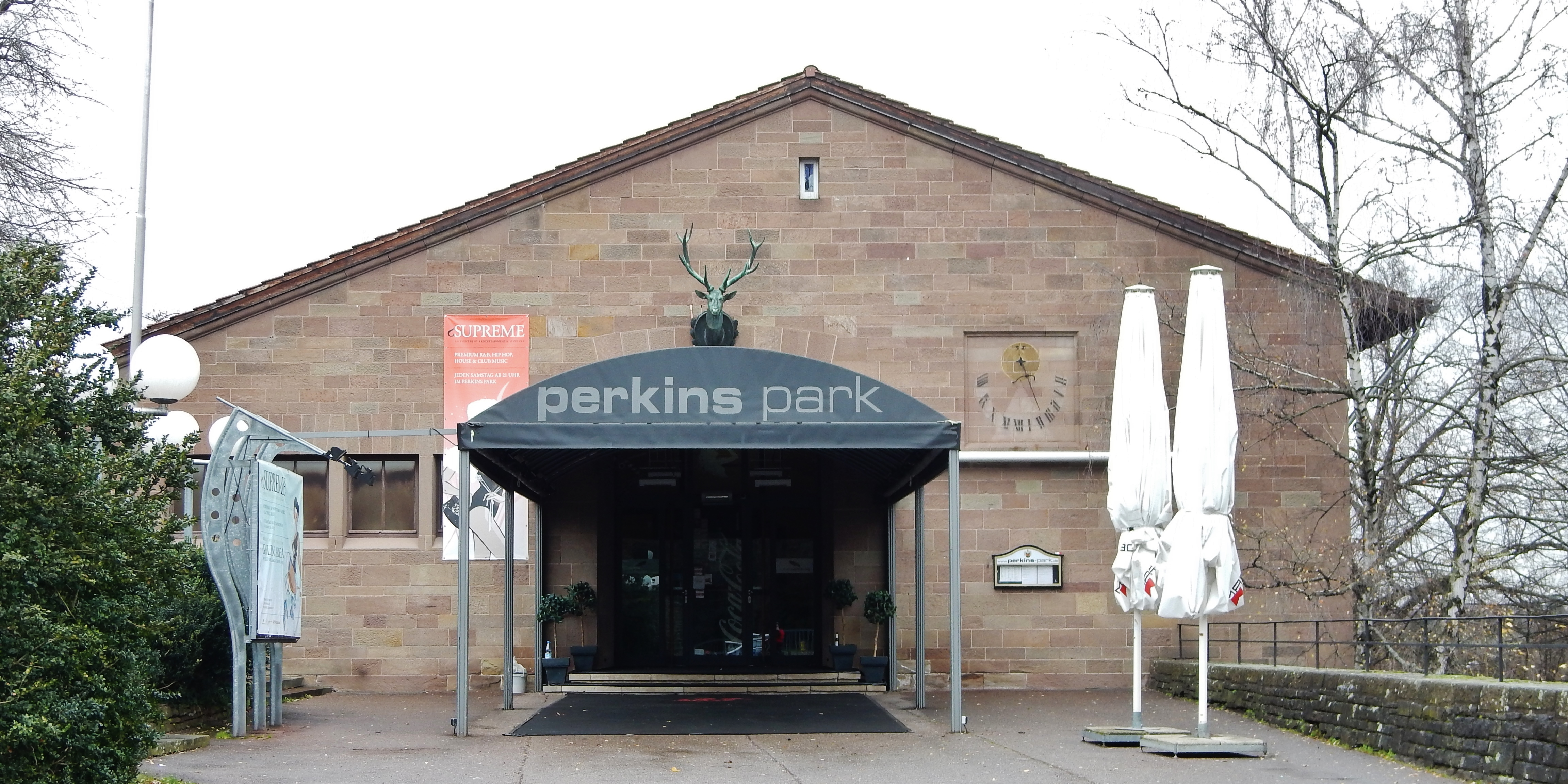
Eingangsbereich (2013)

Der Perkins Park ist seit Dezember 1980 eine Diskothek im Stuttgarter Stadtteil Killesberg. Das Gebäude ist das ehemalige Parkrestaurant des Höhenparks Killesberg und ist als Kulturdenkmal ausgewiesen.

## Geschichte
Das Gebäude wurde 1938/1939 für die Eröffnungsfeierlichkeiten der Reichsgartenschau 1939 errichtet. In den folgenden Jahren war das Parkrestaurant eine beliebte Adresse für Tanz und Unterhaltung, bis es Ende der 1970er Jahre schloss.
Anfang der 1980er Jahre wollte ein US-Tabakkonzern eine neue Zigarettenmarke mit dem Namen Perkins auf dem deutschen Markt etablieren und wählte für den Testlauf Stuttgart aus. Die PR-Strategen des Konzerns sponserten die drei Mannheimer Gastronomen Gerhard Schüler, Marius Haug und Michael Presinger, die in dem leerstehenden Gebäude eine exklusive Diskothek, nach dem Vorbild des Studio 54, eröffnen wollten. Die Diskothek eröffnete am 4. Dezember 1980 und war mit einer Tanzfläche aus Marmor, viereinhalb Meter hohen Glaswänden und einer schwarz getäfelten Toilette ausgestattet. Während die namensgebende Zigarette bereits nach wenigen Wochen vom Markt verschwunden war, konnte sich die Diskothek dauerhaft behaupten und wurde als „Nobelclub“ aufgrund seiner strengen Tür-Politik bekannt.
Im Laufe der Zeit wurde der Perkins Park von Prominenten wie Cristiano Ronaldo, Tina Turner, David Coulthard, Nina Hagen, Snoop Dogg, Boris Becker, Udo Jürgens, Claudia Schiffer und David Copperfield besucht. Nach einer bekannten Geschichte wurde dem legendären Tennisstar John McEnroe, nach einem Tennisturnier in Stuttgart Ende der 1980er Jahre, anfangs der Zutritt verwehrt, da er zu sportlich gekleidet war. Zu den bekanntesten Partyreihen gehören Acid House, Perfect Lovers, Rosenberg oder -tal, Oldies and Goldies, Black2Dance, LaBoum und Supreme. Bis in die 2000er Jahre gab es noch die Studio 54 Partys der Stuttgarter Love Academy.
2005 wurde das Gebäude komplett renoviert und modernisiert. Hierbei wurden vornehmlich die Heizungsanlage, die Lüftung sowie die Klimaanlage erneuert. Die Soundanlage im Großen Club wurde dabei durch das Dynacord Alpha-System ersetzt. Das Untergeschoss wurde 2007 komplett umgestaltet, neue Gästetoiletten sowie eine zusätzliche Garderobe wurden eingebaut. Die Lounge wurde umgestaltet und ist seitdem der dritte Floor. 2010 wurde das Restaurant umgestaltet. 2021 wurde der Große Club durch eine aufwändige Videoinstallation modernisiert, die aus etwa 22 m² bespielbarer Videofläche besteht, welche in ausgeschaltetem Zustand unsichtbar in acht verspiegelte Säulen integriert wurde.
Seit Oktober 2023 ist auf dem Dach des Perkins Park eine Photovoltaikanlage mit rund 600 m² Paneelfläche und einer Leistung von 135 kWp installiert. Dadurch können jährlich ca. 125 MWh (Megawattstunden) bzw. 125.000 kWh Strom erzeugt werden.

## Veranstaltungsort
Im Erdgeschoss gibt es zwei Clubbereiche: den „Großen Club“ und den „Kleinen Club“, die Lobby mit einer langen Glasfront mit Blick über die Stadt, sowie ein Restaurant und einen großen Außenbereich. Im Untergeschoss gibt es einen weiteren Raum, die sogenannte „Lounge“, der bei manchen Veranstaltungen als dritte Tanzfläche dient oder als geschlossener ViP Bereich.